# Steinmoschee

Die Steinmoschee

Die Steinmoschee (russisch каменная мечеть) ist die älteste Moschee der Stadt Semei in Kasachstan. Sie stammt aus der ersten Hälfte des 19. Jahrhunderts und wurde von Gabdulloj Effendi, einem Architekten aus Istanbul, entworfen.
Das einzige und runde Minarett wird mit einem kegelförmigen Dach beendet. Der Gebetsraum verfügt über 16 Fenster und wird von einem Kuppeldach abgeschlossen. Das Gelände ist von einem geschmiedeten Zaun umgeben.